# Hull, Québec
Hull (francosko [ʏll], angleško [halː]) je osrednji in najstarejši del mesta Gatineau (Québec, Kanada). Nahaja se na zahodnem bregu reke Gatineau in na severnem bregu reke Ottawa, neposredno nasproti Ottawe.
Hull je bilo nekoč samostojno mesto, danes pa je le soseska.